# NSS Guillobel (K-120)
O NSS Guillobel é um navio de resgate de submarinos da Marinha do Brasil dotado de equipamentos e sistemas especiais para efetuar o salvamento de submarinos sinistrados e de suas tripulações. Foi incorporado em 2019, em substituição do NSS Felinto Perry que estava em final do seu ciclo de vida.